# 弾丸受け止め術
弾丸受け止め術（だんがんうけとめじゅつ）とは、奇術（危険術）の演目のひとつで、自身に向けて発砲された弾丸を歯などで受け止めてみせるパフォーマンスである。

## 演技
演者は観客の一人に弾丸を装填した銃を手渡し、それで自分を撃ってもらう。銃が発砲されると、演者は弾丸を歯でくわえて受け止める。弾丸がすりかえられているという疑念を払拭するために、あらかじめ観客のひとりに弾丸にナイフで傷をつけてもらうこともある。また、弾丸を歯を受け止めるのではなく、持っている林檎や皿で受け止める場合もある。
類似の術として砲弾抱き止め術もある。こちらの場合は10mほど離れたところの大砲から発射された砲弾を受け止める。

## 歴史
17世紀頃には演じられたと考えられている。イギリスのフィリップ・アストレーは、軍隊において友人が銃で決闘することになり、そのときにどうすれば友人を傷つけずにすむかを考えたことがきっかけで弾丸受け止め術を考案したということを自著『自然奇術（Natural Magic）』で述べている。
ロベール・ウーダンは1856年にフランス政府の依頼を受けてアルジェリアへ行き、弾丸受け止め術を見せて回教徒の反乱をおさめたことがあると伝えられるが、これは作り話だと考えられている。
多くの奇術師が演じているが、必ずしも成功していたわけではなく事故も多発している。例えばドクター・エプスタインやミッシェル・ヘータルはそれぞれ1869年12月と1899年10月に射殺されている。日本においても、明治時代に中村小登久が弾丸受け止め術による事故で左目を失明している（命に別状は無かった）。
弾丸受け止め術の最も有名な事故は1918年3月23日に発生したチャン・リン・スーの死亡事故である。その日、チャン・リン・スーはロンドンのウッド・グリーン・エンパイア劇場で弾丸受け止め術を演じていたが、観客が銃を発砲すると彼はそのまま被弾して死亡してしまった。
自殺説や他殺説も飛び交い、フルトン・アワズラーは助手の若い女性に失恋したことが原因の自殺との推理をしている。
砲弾抱き止め術については、1772年の『ロンドン年報』に掲載されており、19世紀末まで演じられていたとされる。

## 方法
初期の弾丸受け止め術では、銃をハンカチで拭くときなどに装填された弾丸をひそかに抜き取ることによって解決していた。そのまま抜き取った弾丸をハンカチといっしょに助手にわたし、助手がひそかにその弾丸を林檎に埋め込んだ上でその林檎を演者にわたして演技を行う。弾丸を密かに抜き取るときには、銃口の内側に底つきの筒をつけておき、装填するとその筒の中に弾丸が入るので筒ごと弾丸を抜き取るという方法などがとられた。
また、鉛の弾丸を蝋でつくった中空の弾丸とすりかえ、その中空の弾丸を銃に装填するときに粉々にしてしまって空砲しか発射できなくするという方法もあった。スコットランドのジョン・ヘンリー・アンダーソンはスズと水銀の合金でつくった鉛に見えるが実際はもろい弾丸を使って同様に粉々にしている。
以上は仕掛けの無い銃で行う方法であるが、弾丸が発射されなくなるような特殊な銃を用いて行う方法もあり、チャン・リン・スーはこの方法を使っていた。
砲弾抱き止め術については、大砲に火薬をつめるとき、大量の火薬を入れるとみせて実際には少しだけしか入れないのが秘密である。少量の火薬によって発射された砲弾であれば10m離れたところで受け止めることができる。